# 密德蘭 (密西根州)
密德蘭（英語：Midland）是美国密西根州的一個都市。位在密西根州中部，是密德蘭郡郡治。根據2010年人口普查，人口41,863。

## 姐妹都市
- 日本半田市[4]